# تيكوماريا نياسا
تيكوماريا نياسا هي نوع من النباتات المزهرة ينتمي إلى فصيلة البيغنونيات، وهو نبات موطنه أجزاء من إفريقيا الوسطى والجنوبية. الاسم يشير إلى منطقة بحيرة نياسا، المعروفة أيضًا باسم بحيرة مالاوي.

## الانتشار
ينتشر هذا النوع طبيعيا في أجزاء من إفريقيا الوسطى والجنوبية، بما في ذلك شمال شرق أنغولا، وجمهورية الكونغو الديمقراطية، وملاوي، وموزمبيق، وتنزانيا، وزامبيا.